# Ryndam (schip, 1994)
De Ryndam was een cruiseschip van de Holland-Amerika Lijn. Het schip was in 1994 in dienst gesteld. Net als alle andere schepen van de Holland-Amerika Lijn had de Ryndam Rotterdam als thuishaven. Het schip was een van de kleinere schepen van de Holland-Amerika Lijn.
Het schip heeft kunst en kunstvoorwerpen aan boord vanaf de 17e eeuw. In het atrium van drie etages is een monumentale fontein geplaatst van de Italiaanse beeldhouwer Gilbert Lebigre.
Het schip is in 2015 verkocht aan P&O Australië, die herdoopt het in Pacific Aria. Voor haar laatste reis voor de HAL van 28 dagen naar het verre oosten vertrok het schip uit Rotterdam, met als eindbestemming Singapore. De Ryndam wordt samen met de Statendam vervangen door de in Italië gebouwde Koningsdam, die als thuishaven Amsterdam krijgt.
Amsterdam ·
Eurodam · 
Koningsdam ·
Maasdam ·
Noordam ·
Oosterdam ·
Prinsendam ·
Rotterdam ·
Ryndam ·
Statendam ·
Veendam ·
Volendam ·
Westerdam ·
Zaandam ·
Zuiderdam